# Wirt (Nueva York)
Wirt es un pueblo ubicado en el condado de Allegany en el estado estadounidense de Nueva York. En el año 2000 tenía una población de 1.215 habitantes y una densidad poblacional de 13.1 personas por km².

## Geografía
Wirt se encuentra ubicado en las coordenadas 42°7′13″N 78°8′3″O / 42.12028, -78.13417.

## Demografía
Según la Oficina del Censo en 2000 los ingresos medios por hogar en la localidad eran de $28,456, y los ingresos medios por familia eran $32,222. Los hombres tenían unos ingresos medios de $27,321 frente a los $23,958 para las mujeres. La renta per cápita para la localidad era de $12,387. Alrededor del 14.8% de la población estaban por debajo del umbral de pobreza.